# Lophothericles mucronatus
Lophothericles mucronatus är en insektsart som beskrevs av Marius Descamps 1977. Lophothericles mucronatus ingår i släktet Lophothericles och familjen Thericleidae. Inga underarter finns listade i Catalogue of Life.